# Liste der Monuments historiques in Forléans
Die Liste der Monuments historiques in Forléans führt die Monuments historiques in der französischen Gemeinde Forléans auf.

## Liste der Objekte
| Bezeichnung               | Beschreibung                          | Standort                                   | Kennzeichnung | Schutzstatus | Datum | Bild |
| ------------------------- | ------------------------------------- | ------------------------------------------ | ------------- | ------------ | ----- | ---- |
| Skulptur Madonna mit Kind | Holz, farbig gefasst, 16. Jahrhundert | in der Kirche Nativité-de-la-Vierge (Lage) | PM21001264    | Classé       | 1967  |      |
| Kruzifix                  | Holz, farbig gefasst, 17. Jahrhundert | in der Kirche Nativité-de-la-Vierge (Lage) | PM21003450    | Inscrit      | 1973  |      |